# 神戸市立美賀多台小学校
神戸市立美賀多台小学校（こうべしりつ みかただいしょうがっこう）は、兵庫県神戸市西区美賀多台六丁目にある公立小学校。

## 概要
西神ニュータウンのほぼ中央部に存在している。西神ニュータウンの開発で一気に住民および子供が増えていき、一時は1300名を超すマンモス校になった。児童数は1999年の1356名をピークに徐々に減少し、2020年現在ではピーク時の3分の1となっている。

### 沿革
- 1991年 - 神戸市立春日台小学校より分離開校。

### 児童数の変遷
- 1991年 - 316名
- 1994年 - 596名
- 1997年 - 1299名
- 1998年 - 1351名
- 1999年 - 1356名
- 2000年 - 1256名
- 2001年 - 1156名
- 2002年 - 1041名
- 2003年 - 953名
- 2004年 - 862名
- 2005年 - 812名
- 2006年 - 740名

## 学校生活
- 集団生活・体育教育の一環として誰もが楽しめるニュースポーツ（例：エンジョイ・マット、ホップボール）を行っている。
- 委員会やクラブ活動などがある。(クラブ活動はアウトドアクラブやインドアクラブ、コンピュータクラブなど)

## 校区
- 神戸市西区
  - 美賀多台（1 - 9丁目）

## 校区内の主な施設
- 兵庫県立神戸高塚高等学校
- 高羽美賀多台幼稚園

## 進学先中学校
- 神戸市立西神中学校

## 交通
- 神戸市バス 22系統「美賀多台7丁目」より北へ徒歩3分

## 校区が隣接している学校
- 神戸市立竹の台小学校
- 神戸市立春日台小学校
- 神戸市立平野小学校
- 神戸市立高和小学校
- 神戸市立糀台小学校